# Kishu
Kishu är en hundras från Japan. Den är en asiatisk spets som tillsammans med kai och shikoku räknas till shika-hundarna. Rasen är namngiven efter den historiska provinsen Kishū (eller Kii) på Kiihalvön på sydöstra Honshu som nu omfattar prefekturerna Wakayama och Mie. Dess ursprungsuppgift är som jakthund på vildsvin och hjort. 1934 utsågs rasen till nationell symbol. Pälsen är kort och tät, endast rena färger är tillåtna; vit, röd och sesam. Det är en lugn hund som är misstänksam mot främlingar.